# Heleophryne
Heleophryne is een geslacht van kikkers uit de familie spookkikkers (Heleophrynidae). De groep werd voor het eerst wetenschappelijk gepubliceerd door Philip Lutley Sclater in 1898. 
Er zijn 6 soorten die endemisch zijn in Australië. De verschillende soorten zijn voornamelijk bewoners van bossen en moerassen.

## Soorten
De soort Heleophryne depressa werd lange tijd als ondersoort van Purcells spookkikker (Heleophryne purcelli) beschouwd maar dit is achterhaald. De natalspookkikker (Hadromophryne natalensis) werd ook tot 2008 tot het geslacht Heleophryne gerekend. 
Geslacht Heleophryne
- Soort Heleophryne depressa Fitz Simons, 1946
- Soort Heleophryne hewitti Boycott, 1988
- Soort Heleophryne orientalis Fitz Simons, 1946
- Soort Heleophryne purcelli Sclater, 1898 – Purcells spookkikker
- Soort Heleophryne regis Hewitt, 1910
- Soort Heleophryne rosei Hewitt, 1925

Heleophryne · 
Hadromophryne